# Мартиросов, Георгий Иосифович
Георгий Иосифович Мартиросов (1 мая 1906 — 21 февраля 1977) — народный комиссар внутренних дел Армянской ССР, генерал-майор (1945).

## Биография
Родился в семье приказчика магазина скобяных изделий. Член ВКП(б) с марта 1930, исключён из КПСС 13 мая 1955. В 1919 окончил начальную школу в Тифлисе.
В органах госбезопасности с декабря 1922. Службу начал в Особых отделах в Азербайджане и Грузии. С сентября 1929 — слушатель Высшей пограншколы ОГПУ, после её окончания в сентябре 1930 — уполномоченный ОО ОГПУ дивизии, с сентября 1932 — уполномоченный, старший уполномоченный ОО полпредства ОГПУ — НКВД ЗСФСР, с мая 1935 — старший оперуполномоченный Гагринской погранкомендатуры НКВД, с февраля 1937 — начальник 3-го отделения Гагринского отдела НКВД, с февраля 1939 — начальник отделения ДТО НКВД по Закавказской железной дороге на станции Баку. В 1939—1940 — начальник Дорожно-транспортного отдела НКВД Белорусской железной дороги. В 1940—1941 — начальник Дорожно-транспортного отдела НКВД Латвийской железной дороги.
В 1941—1945 — нарком внутренних дел Армянской ССР. В 1945—1947 — начальник Оперативного сектора НКВД—МВД—МГБ земли Саксония в Германии. В 1947—1951 — заместитель начальника Управления МГБ по Горьковской области, затем в 1951—1952 — начальник Управления МГБ по Горьковской области. В 1952—1953 — министр государственной безопасности Армянской ССР. В 1953—1954 — министр внутренних дел Армянской ССР. В 1954—1955 — начальник Управления КГБ по Архангельской области. С февраля 1955 — в распоряжении Управления кадров КГБ при СМ СССР.
С 14 февраля 1955 в распоряжении Управления кадров КГБ при СМ СССР. 13 мая 1955 решением КПК при ЦК КПСС «за нарушение советской законности в 1937—1938» исключён из партии и 23 мая 1955 уволен из органов КГБ по служебному несоответствию.
Похоронен на Соломбальском кладбище Архангельска.

### Звания
- старший лейтенант, 16 июля 1936;
- старший лейтенант государственной безопасности, 21 мая 1938;
- капитан государственной безопасности, 22 октября 1940;
- майор государственной безопасности, 6 сентября 1941;
- старший майор государственной безопасности, 10 апреля 1942;
- комиссар государственной безопасности, 14 февраля 1943;
- генерал-майор, 9 июля 1945.[4]

### Награды
Орден Ленина (24 ноября 1950), 2 ордена Красного Знамени (20 сентября 1943, 3 ноября 1944), орден Красной Звезды (28 ноября 1941), нагрудный знак «Заслуженный работник НКВД» (4 февраля 1942), 4 медали.